# Cratere Munkácsy
Munkácsy  è un cratere sulla superficie di Mercurio.